# Rally del Sherry
El Rally del Sherry fue una prueba de rally organizado por el Real Club Automóvil de Andalucía que se disputaba anualmente en la provincia de Cádiz, Andalucía, España. . El término sherry proviene del nombre en inglés del Jerez, ya que era apoyado económicamente por los bodegueros como una forma de promocionar sus vinos especialmente entre el público británico.
Solo se organizó durante siete ediciones pero fue puntuable para el Campeonato de España de Rally en cuatro ocasiones. Era uno de los más duros de la época y alternaba tramos de asfalto y tierra. Tenía su sede en Jerez de la Frontera y su itinerario transcurría por la provincia de Cádiz, Málaga, Granada e incluso llegó a disputarse su salida en el circuito del Jarama (Madrid).
La prueba alcanzó gran popularidad internacional en la época donde eran habitual la presencia de pilotos extranjeros especialmente ingleses, que ganaron en dos ocasiones. El afamado copiloto inglés Henry Liddon venció junto a Chris Sclater en 1973 y al año siguiente lo hizo la pareja formada por Tony Stone y Joseph A. F. en ambas ocasiones a bordo del Ford Escort RS. En alguna ocasión también contó con la presencia de Jimmy McRae, padre del campeón del mundo Colin McRae.
En 2017 el gobierno del ayuntamiento de Jerez, durante la celebración del Rally Sierra de Cádiz, anunció su intención de recuperar la prueba.

## Palmarés
| Año  | Edición                            | Piloto               | Copiloto              | Automóvil            | Series    |
| ---- | ---------------------------------- | -------------------- | --------------------- | -------------------- | --------- |
| 1969 | 1.º Rally Internacional del Sherry | J. Fco. Sanjuan      | R. Hidalgo            | Ford Escort Twin Cam |           |
| 1970 | 2.º Rally Internacional del Sherry | Alberto Ruiz-Giménez | Castañeda Rafael      | Porsche 911 S        |           |
| 1971 | 3.º Rally Internacional del Sherry | Julio Gargallo       | Jaime Ramón Guerrero  | Porsche 914/6 GT     | España    |
| 1972 | 4.º Rally Internacional del Sherry | José Manuel Lencina  | Picchi                | Porsche 911          | España    |
| 1973 | 5.º Rally Internacional del Sherry | Chris Sclater        | Henry Liddon          | Ford Escort RS 1600  | España    |
| 1974 | 6.º Rally Internacional del Sherry | Tony Stone           | A. F. Joseph          | Ford Escort RS 1600  |           |
| 1975 | 7.º Rally Internacional del Sherry | Antonio Zanini       | Adam Eduardo Martínez | SEAT 1430-1800       | España    |
| 1976 | 8.º Rally del Sherry               | Cancelado            | Cancelado             | Cancelado            | Cancelado |